# Тапело Морена
Тапело Джеймс Морена (англ. Thapelo James Morena; нар. 6 серпня 1993, Рандфонтейн) — південноафриканський футболіст, захисник клубу «Мамелоді Сандаунз» та збірної ПАР.

## Кар'єра

### Клубна кар'єра
Морена розпочав кар'єру в клубі «Блумфонтейн Селтік», за який дебютував у Прем'єршипі 3 листопада 2013 року в матчі проти «Маріцбург Юнайтед» (0:0), вийшовши на заміну на 73-й хвилині матчу.
У серпні 2016 року Морена перейшов у «Мамелоді Сандаунз», підписавши з командою чотирирічний контракт. За чотири роки за контрактом Морена тричі ставав чемпіоном країни у складі своєї команди.
У червні 2020 року Морена підписав з клубом новий контракт до червня 2025 року. Після продовження контракту Морена став чемпіоном країни у складі цієї команди ще п'ять разів, а також здобув другий Кубок ПАР у 2022 році.

### Кар'єра у збірній
14 травня 2015 року дебютував за збірну ПАР у товариському матчі зі збірною Малаві (0:0).
У складі збірної ПАР брав участь на Кубку африканської нації 2023 року, де зіграв у шести матчах, а «бафана-бафана» виборола бронзові медалі.
11 червня 2024 року у відборі на чемпіонат світу 2026 року у матчі зі збірною Зімбабве (3:1) забив два голи, які стали його першими м'ячами за збірну.

## Досягнення
- Чемпіон ПАР (7): 2017/18, 2018/19, 2019/20, 2020/21, 2021/22, 2022/23, 2023/24, 2024/25
- Володар Кубка ПАР (2): 2019/220, 2021/22
- Володар Кубка ліги ПАР (1): 2019
- Володар Кубка Восьми (1): 2021
- Переможець Африканської Футбольної ліги (1): 2023